# Лилль (округ)
Лилль (фр. Lille) — округ (фр. Arrondissement) во Франции, один из округов в регионе О-де-Франс. Департамент округа — Нор. Супрефектура — Лилль.
Население округа на 2019 год составляло 1 249 925 человека. Плотность населения составляет 1421 чел./км². Площадь округа составляет 879,5 км².

## Кантоны округа
Кантоны округа Лилль (после 22 марта 2015 года):
- Аннёллен
- Армантьер
- Вильнёв-д’Аск
- Круа
- Ламберсар
- Лилль-1
- Лилль-2
- Лилль-3
- Лилль-4
- Лилль-5
- Лилль-6
- Рубе-1
- Рубе-2
- Тамплёв-ан-Певель
- Туркуэн-1
- Туркуэн-2
- Фаш-Тюмениль

Кантоны округа Лилль (до 22 марта 2015 года):
- Армантьер
- Вильнёв-д'Аск-Нор
- Вильнёв-д'Аск-Сюд
- Кенуа-сюр-Дёль
- Ла-Басе
- Ланнуа
- Лилль-Вест
- Лилль-Нор
- Лилль-Нор-Эст
- Лилль-Сюд
- Лилль-Сюд-Вест
- Лилль-Сюд-Эст
- Лилль-Центр
- Лилль-Эст
- Ломм
- Марк-ан-Барёль
- Обурден
- Понт-а-Марк
- Рубе-Вест
- Рубе-Нор
- Рубе-Центр
- Рубе-Эст
- Секлен-Нор
- Секлен-Сюд
- Сизуен
- Туркуэн-Нор
- Туркуэн-Нор-Эст
- Туркуэн-Сюд